# Athlétisme aux Jeux asiatiques de 2014
Navigation
Édition précédente Édition suivante
Les épreuves d'athlétisme des Jeux asiatiques de 2014 ont lieu du 27 septembre au 3 octobre 2014 à Incheon, en Corée du Sud, dans l'enceinte de l'Incheon Asiad Main Stadium.

## Palmarès

### Hommes
| 100 m | Femi Ogunode 9 s 93 (AR, GR)                                              | Su Bingtian 10 s 10                                                            | Kei Takase 10 s 15                                                                                                   |
| 200 m | Femi Ogunode 20 s 14 (GR)                                                 | Fahhad Mohammed al-Subaie 20 s 74                                              | Yeo Ho-suah 20 s 82 (=PB)                                                                                            |
| 400 m | Youssef Masrahi 44 s 46 (GR)                                              | Abbas Abubakar Abbas 45 s 62                                                   | Arokia Rajiv 45 s 92                                                                                                 |
| 800 m | Adnan al-Mntfage 1 min 47 s 48                                            | Teng Haining 1 min 47 s 81                                                     | Jamal Hairane 1 min 48 s 25                                                                                          |
| 1 500 m | Mohamad al-Garni 3 min 40 s 23                                            | Rashid Ramzi 3 min 40 s 95                                                     | Adnan al-Mntfage 3 min 42 s 90                                                                                       |
| 5 000 m | Mohamad al-Garni 13 min 26 s 13 (GR)                                      | Alemu Bekele 13 min 27 s 98                                                    | Albert Rop 13 min 28 s 08                                                                                            |
| 10 000 m | El Hassan el-Abbassi 28 min 11 s 20                                       | Suguru Ōsako 28 min 11 s 94                                                    | Isaac Korir 28 min 45 s 65                                                                                           |
| 110 m haies | Xie Wenjun 13 s 36                                                        | Kim Byung-jun 13 s 43                                                          | Lac Jamras Rittidet 13 s 61                                                                                          |
| 400 m haies | Abbas Ali Khamis 49 s 71                                                  | Takayuki Kishimoto 49 s 81                                                     | Cheng Wen 50 s 29 |
| 3 000 m steeple | Abubaker Ali Kamal 8 min 28 s 72                                          | Tareq Mubarak Taher 8 min 39 s 62                                              | Naveen Kumar 8 min 40 s 39                                                                                           |
| 4 × 100 m | Chine Chen Shiwei Xie Zhenye Su Bingtian Zhang Peimeng 37 s 99 (AR)       | Japon Ryōta Yamagata Shōta Iizuka Shinji Takahira Kei Takase 38 s 49           | Hong Kong Tang Yik Chun So Chin Hong Ng Ka Fung Tsui Chi Ho 38 s 98                                                  |
| 4 × 400 m | Japon Yūzō Kanemaru Kenji Fujimitsu Shōta Iizuka Nobuya Katō 3 min 1 s 88 | Corée du Sud Park Se-jung Park Bong-go Seong Hyeok-je Yeo Ho-suah 3 min 4 s 03 | Arabie saoudite Ismaeel Mohammed al-Subiani Ahmed Yahya al-Khayri Mohammed Ali al-Bishi Youssef Masrahi 3 min 4 s 03 |
| Marathon | Ali Hasan Mahboob 2 h 12 min 38 s                                         | Kohei Matsumura 2 h 12 min 39 s                                                | Yūki Kawauchi 2 h 12 min 42 s                                                                                        |
| 20 km marche | Wang Zhen 1 h 19 min 45 s                                                 | Yūsuke Suzuki 1 h 20 min 44 s                                                  | Kim Hyun-sub 1 h 21 min 37 s                                                                                         |
| 50 km marche | Takayuki Tanii 3 h 40 min 19 s (GR)                                       | Park Chil-sung 3 h 49 min 15                                                   | Wang Zhendong 3 h 50 min 52                                                                                          |
| Saut en hauteur | Mutaz Essa Barshim 2,35 m                                                 | Zhang Guowei 2,33 m                                                            | Muamer Aissa Barshim 2,25 m                                                                                          |
| Saut à la perche | Xue Changrui 5,55 m                                                       | Daichi Sawano 5,55 m                                                           | Jin Min-sub 5,45 m                                                                                                   |
| Saut en longueur | Li Jinzhe 8,01 m                                                          | Kim Deok-hyeon 7,90 m                                                          | Gao Xinglong 7,86 m                                                                                                  |
| Triple saut | Cao Shuo 17,30 m                                                          | Dong Bin 16,95 m                                                               | Kim Deok-hyeon 16,93 m                                                                                               |
| Lancer du poids | Sultan al-Habashi 19,99 m                                                 | Chang Ming-Huang 19,97 m                                                       | Inderjeet Singh 19,63 m                                                                                              |
| Lancer du disque | Ehsan Hadadi 65,11 m                                                      | Vikas Gowda 62,58 m                                                            | Ahmed Mohamed Dheeb 61,25 m                                                                                          |
| Lancer du marteau | Dilshod Nazarov 76,82 m                                                   | Wang Shizhu 73,65 m                                                            | Wan Yong 73,43 m |
| Lancer du javelot | Zhao Qinggang 89,15 m                                                     | Ryōhei Arai 84,82 m                                                            | Ivan Zaytsev 83,68 m                                                                                                 |
| Décathlon | Keisuke Ushiro 8 088 points                                               | Leonid Andreev 7 879 pts                                                       | Akihiko Nakamura 7 828 pts                                                                                           |
| Records et Performances - AR : Record continental (area record) - CR : Record des championnats (championship record) - MR : Record du meeting (meet record) - NR : Record national (national record) - OR : Record olympique (olympic record) - PR : Record paralympique (paralympic record) - PB : Record personnel (personal best) - SB : Meilleure performance personnelle de la saison (season's best) - WL : Meilleure performance mondiale de l'année (world leader) - WJR : Record du monde junior (world junior record) - WR : Record du monde (world record) Circonstances et Conditions - DNF : N'a pas terminé (did not finish) - DNS : N'a pas pris le départ (did not start) - DQ : Disqualification (disqualification) - NM : Aucun essai valable enregistré (No Mark) - Q : Qualifié « directement » au prochain tour (ou à la prochaine compétition), lors d'une compétition majeure, grâce au classement ou à la réalisation des minima (automatic qualifier) - q : Qualifié au prochain tour (ou à la prochaine compétition), lors d'une compétition majeure, grâce au repêchage ou à la réalisation de l'une des meilleures performances parmi celles des « non qualifiés directement » (grâce au meilleur temps ou à la meilleure distance par exemple) (secondary qualifier) |                                                                           |                                                                                | |

### Femmes
| 100 m | Wei Yongli 11 s 48                                                                       | Chisato Fukushima 11 s 49                                                                      | Olga Safronova 11 s 50                                                  |
| 200 m | Olga Safronova 23 s 02                                                                   | Wei Yongli 23 s 27                                                                             | Chisato Fukushima 23 s 45                                               |
| 400 m | Kemi Adekoya 51 s 59                                                                     | Quách Thị Lan 52 s 06                                                                          | Machettira Raju Poovamma 52 s 36                                        |
| 800 m | Margarita Matsko 1 min 59 s 02 (GR)                                                      | Tintu Lukka 1 min 59 s 19                                                                      | Zhao Jing 1 min 59 s 48                                                 |
| 1 500 m | Maryam Yusuf Jamal 4 min 09 s 00                                                         | Mimi Belete 4 min 11 s 03                                                                      | Jaisha Veetil 4 min 13 s 46                                             |
| 5 000 m | Maryam Yusuf Jamal 14 min 59 s 69                                                        | Mimi Belete 15 min 00 s 87                                                                     | Ding Changqin 15 min 12 s 51                                            |
| 10 000 m | Alia Saeed Mohammed 31 min 51 s 86                                                       | Ding Changqin 31 min 53 s 09                                                                   | Ayumi Hagiwara 31 min 55 s 67                                           |
| 100 m haies | Wu Shuijiao 12 s 72                                                                      | Sun Yawei 13 s 05                                                                              | Ayako Kimura 13 s 25                                                    |
| 400 m haies | Kemi Adekoya 55 s 77                                                                     | Satomi Kubokura 56 s 21                                                                        | Xiao Xia 56 s 59                                                        |
| 3 000 m steeple | Ruth Jebet 9 min 31 s 36 (GR)                                                            | Li Zhenzhu 9 min 35 s 23                                                                       | Lalita Shivaji Babar 9 min 35 s 37 (PB)                                 |
| 4 × 100 m | Chine Tao Yujia Kong Lingwei Lin Huijun Wei Yongli 42 s 83 (GR)                          | Kazakhstan Svetlana Ivanchukova Viktoriya Zyabkina Anastassiya Tulapina Olga Safronova 43 s 90 | Japon Anna Fujimori Kana Ichikawa Masumi Aoki Chisato Fukushima 44 s 05 |
| 4 × 400 m | Inde Priyanka Pawar Tintu Lukka Mandeep Kaur Machettira Raju Poovamma 3 min 28 s 68 (GR) | Japon Seika Aoyama Nanako Matsumoto Kana Ichikawa Asami Chiba 3 min 30 s 80                    | Chine Li Manyuan Wang Huan Chen Jingwen Cheng Chong 3 min 32 s 02       |
| 20 km marche | Lü Xiuzhi 1 h 31 min 6 s                                                                 | Khushbir Kaur 1 h 33 min 7 s                                                                   | Jeon Yeong-eun 1 h 33 min 18 s                                          |
| Marathon | Eunice Kirwa 2 h 25 min 37 s (NR)                                                        | Ryōko Kizaki 2 h 25 min 50 s                                                                   | Lishan Dula 2 h 33 min 13 s                                             |
| Saut en hauteur | Svetlana Radzivil 1,94 m                                                                 | Zheng Xingjuan 1,92 m                                                                          | Nadiya Dusanova 1,89 m                                                  |
| Saut à la perche | Li Ling 4,35 m (=GR)                                                                     | Tomomi Abiko 4,25 m                                                                            | Lim Eun-ji 4,15 m                                                       |
| Saut en longueur | Maria Natalia Londa 6,55 m                                                               | Bùi Thị Thu Thảo 6,44 m                                                                        | Jiang Yanfei 6,34 m                                                     |
| Triple saut | Olga Rypakova 14,32 m                                                                    | Aleksandra Kotlyarova 14,05 m                                                                  | Irina Ektova 13,77 m                                                    |
| Lancer du poids | Gong Lijiao 19,06 m                                                                      | Leyla Rajabi 17,80 m                                                                           | Guo Tianqian 17,52 m                                                    |
| Lancer du disque | Seema Punia 61,03 m                                                                      | Lu Xiaoxin 59,35 m                                                                             | Tan Jian 59,03 m                                                        |
| Lancer du marteau | Zhang Wenxiu 77,33 m                                                                     | Wang Zheng 74,16 m                                                                             | Bala Manju 60,47 m                                                      |
| Lancer du javelot | Zhang Li 65,47 m                                                                         | Li Lingwei 61,43 m                                                                             | Annu Rani 59,53 m                                                       |
| Heptathlon | Yekaterina Voronina 5 912                                                                | Wang Qingling 5 856                                                                            | Yuliya Tarasova 5 482                                                   |
| Records et Performances - AR : Record continental (area record) - CR : Record des championnats (championship record) - MR : Record du meeting (meet record) - NR : Record national (national record) - OR : Record olympique (olympic record) - PR : Record paralympique (paralympic record) - PB : Record personnel (personal best) - SB : Meilleure performance personnelle de la saison (season's best) - WL : Meilleure performance mondiale de l'année (world leader) - WJR : Record du monde junior (world junior record) - WR : Record du monde (world record) Circonstances et Conditions - DNF : N'a pas terminé (did not finish) - DNS : N'a pas pris le départ (did not start) - DQ : Disqualification (disqualification) - NM : Aucun essai valable enregistré (No Mark) - Q : Qualifié « directement » au prochain tour (ou à la prochaine compétition), lors d'une compétition majeure, grâce au classement ou à la réalisation des minima (automatic qualifier) - q : Qualifié au prochain tour (ou à la prochaine compétition), lors d'une compétition majeure, grâce au repêchage ou à la réalisation de l'une des meilleures performances parmi celles des « non qualifiés directement » (grâce au meilleur temps ou à la meilleure distance par exemple) (secondary qualifier) |                                                                                          |                                                                                                |                                                                         |